# 七色彩虹
《七色彩虹》（英語：Rainbow）是美國女歌手瑪麗亞·凱莉的第7張個人錄音室專輯，1999年11月2日由美國哥倫比亞唱片公司全球發行，這也是瑪麗亞·凱莉在哥倫比亞唱片的最後一張專輯。《七色彩虹》在美國告示牌拿下第2名，並產生〈芳心終結者〉和〈感謝上蒼找到你〉兩首全美冠軍單曲，將瑪麗亞·凱莉的全美冠軍曲累積至15首，專輯在全美銷售突破3白金。《七色彩虹》在英國專輯榜獲得第8名，翻唱自菲爾·柯林斯1984年老歌〈再看我一眼〉則成為瑪麗亞·凱莉第2首全英冠軍單曲。

## 內容

### 專輯簡介
1999年是瑪麗亞·凱莉入行第10年，從首張專輯開始，瑪麗亞·凱莉就參與了製作，但她前幾張專輯的曲風走向仍是由唱片公司決定。瑪麗亞·凱莉的歌唱事業在起步後一飛衝天，隨著她在樂壇的地位日漸鞏固，她對於自己的作品也越來越有話語權，她在製作新專輯時有兩個不變的個人堅持和要求：一是與樂壇上當紅的黑人歌手或製作人跨刀合作，如娃娃臉、大人小孩雙拍檔、傑梅因·杜普里及吹牛老爹等，這次她則邀請了知名饒舌歌手Jay-Z跨刀合作首支單曲〈芳心終結者〉；二是瑪麗亞·凱莉自1992年翻唱傑克森五人組的〈我將在那裡〉獲得廣大迴響之後，總會在新專輯當中放進一首經典老歌重新詮釋，而往往這些老歌新唱的成績都不錯，這次她選擇的是菲爾·柯林斯在1984年獲得三週冠軍的〈再看我一眼〉。此外《七色彩虹》值得一提的，還有瑪麗亞·凱莉找來了美聲團體98º合唱團與她合唱新歌〈感謝上蒼找到你〉。
嚴苛的音樂權威滾石雜誌給了《七色彩虹》三顆星的評價，滾石樂評向來都認為瑪麗亞·凱莉的歌詞很平庸，這次也不例外，再者樂評們對於她過度炫技的花腔已經感到厭煩。不過他們喜歡瑪麗亞·凱莉和98º合唱團合唱的〈感謝上蒼找到你〉。

### 商業成績
《七色彩虹》在1999年11月20日進入告示牌專輯榜，首週成績為第2名，在佔據兩週第2名之後專輯成績開始下滑，這張專輯在榜內僅待了35週時間，是瑪麗亞·凱莉出道十年來所發行的專輯中名列倒數第二，僅贏過1994年聖誕專輯《祝福》的33週。《七色彩虹》在全美銷售數字為300萬張，亦是她所有專輯中銷售成績最低的（1992年的《MTV Unplugged》也是銷售300萬張）。
瑪麗亞·凱莉與Jay-Z合作的〈芳心終結者〉在1999年9月4日進入告示牌單曲榜，首週成績僅第60名，但經過一個月的爬升，1999年10月9日由第16名跳升至第1名，同時蟬連冠軍位置兩週，成為瑪麗亞·凱莉第14首全美冠軍單曲，這也是在進入千禧年之前瑪麗亞·凱莉所摘下的最後一首冠軍單曲。〈芳心終結者〉在榜內共停留了20週，單曲銷售為50萬張。
《七色彩虹》的第二首單曲，瑪麗亞·凱莉和98º合唱團合唱的〈感謝上蒼找到你〉趕在1990年代結束之前進榜，1999年12月11日進入單曲榜，首週成績僅第82名，不過經過近兩個月的時間爬升，這首單曲終於在2000年2月19日登上冠軍寶座，成為瑪麗亞·凱莉第15首全美冠軍單曲。〈感謝上蒼找到你〉在榜內一樣是停留了20週，單曲銷售亦為50萬張。
《七色彩虹》在英國專輯榜獲得第8名，〈芳心終結者〉和〈感謝上蒼找到你〉分別獲得單曲榜第5名和第10名的成績，重新翻唱菲爾·柯林斯的老歌〈再看我一眼〉在英國單曲榜則摘下2週冠軍，成為繼1994年的〈失去你〉之後，瑪麗亞·凱莉第2首英國冠軍單曲。

## 樂壇紀錄
瑪麗亞·凱莉在1999年締造第14首全美冠軍單曲〈芳心終結者〉，讓一項新的歷史紀錄馬上被改寫，她在單曲榜冠軍總週數達到60週，超越了披頭四樂團維持長達41年的59週紀錄，成為史上擁有冠軍單曲週數最多的藝人。
環顧整個1990年代，瑪麗亞·凱莉以14首全美冠軍單曲傲視群雄，在告示牌榜單歷史中，這紀錄僅次於披頭四樂團在1960年代所締造的18首冠軍單曲。進入千禧年後，她馬上又再以〈感謝上蒼找到你〉獲得一週冠軍，瑪麗亞·凱莉除了締造連續11年都有冠軍單曲產生的輝煌紀錄，更以15首全美冠軍單曲，超越了麥可·傑克森的13首，躋身為史上擁有最多冠軍單曲藝人的季軍，僅次於披頭四樂團的20首和貓王的17首，更是所有女藝人望塵莫及的紀錄。

## 天后跳槽
瑪麗亞·凱莉發行完《七色彩虹》之後，在千禧年與一手捧紅她的老東家哥倫比亞唱片公司結束長達十年的合作關係（哥倫比亞唱片公司在1991年已被索尼音樂收購成為其子公司），主因是唱片公司和瑪麗亞·凱莉在對於製作專輯的想法上一直有嚴重的分歧。長期以來，哥倫比亞唱片高層都忽視瑪麗亞·凱莉個人的想法，要求她維持抒情歌后的形象，繼續唱流行情歌討好廣大的白人歌迷，但瑪麗亞·凱莉不願被定型，她也不想要自己創作的音樂受到種種限制。就在事情已經無法挽回的情況下，雙方已形同翻臉。瑪麗亞·凱莉求去的消息一放出來後，她隨即風風光光被美國維京唱片公司以五張唱片八千萬美元的天價簽走，正式揮手告別舊東家。

## 曲目
| 曲序 | 曲目                                                       | 词曲 | 製作人                              | 时长 |
| ---- | ---------------------------------------------------------- | --- | ----------------------------------- | ---- |
| 1.   | Heartbreaker（featuring Jay-Z）                            | Mariah Carey, Shawn Carter, Narada Michael Walden, Shirley Ellison, Lincoln Chase, Jeffrey Cohen         | M. Carey, DJ Clue                   | 4:46 |
| 2.   | Can't Take That Away (Mariah's Theme)                      | M. Carey, Diane Warren                                                                                   | M. Carey, Jimmy Jam and Terry Lewis | 4:33 |
| 3.   | Bliss                                                      | M. Carey, James Harris III, Terry Lewis, James "Big Jim" Wright                                          | M. Carey, J. Harris, T. Lewis       | 5:44 |
| 4.   | How Much（featuring Usher）                                | M. Carey, Bryan-Michael Cox, Jermaine Dupri, Daryl Harper                                                | M. Carey, B. M. Cox, J. Dupri       | 3:31 |
| 5.   | After Tonight                                              | M. Carey, D. Warren, David Foster                                                                        | M. Carey, D. Foster                 | 4:16 |
| 6.   | X-Girlfriend                                               | M. Carey, Kandi Burruss, Kevin Briggs                                                                    | M. Carey, K. Burruss                | 3:58 |
| 7.   | Heartbreaker（Remix, featuring Da Brat and Missy Elliott） | M. Carey, N.M. Walden, Shawntae Harris, Melissa Elliott, Calvin Broadus, Andre Young, Warren Griffin III | M. Carey, M. Elliott, C. Broadus    | 4:32 |
| 8.   | Vulnerability (Interlude)                                  | M. Carey                                                                                                 | M. Carey                            | 1:12 |
| 9.   | Against All Odds (Take a Look at Me Now)                   | Phil Collins                                                                                             | M. Carey, J. Harris, T. Lewis       | 3:25 |
| 10.  | Crybaby（featuring Snoop Dogg）                            | M. Carey, C. Broadus, Trey Lorenz, Teddy Riley, Gene Griffin                                             | M. Carey, Scram Jones               | 5:20 |
| 11.  | Did I Do That?（featuring Mystikal and Master P）          | M. Carey, Craig B., Tracey Waples, Joseph Johnson,                                                       | M. Carey, T. Waples                 | 4:16 |
| 12.  | Petals                                                     | M. Carey, J. Harris, T. Lewis, J. Wright                                                                 | M. Carey, T. Lewis, J. Wright       | 4:23 |
| 13.  | Rainbow (Interlude)                                        | M. Carey, J. Harris, T. Lewis                                                                            | M. Carey, T. Lewis                  | 1:32 |
| 14.  | Thank God I Found You（featuring Joe and 98 Degrees）      | M. Carey, J. Harris, T. Lewis                                                                            | M. Carey, T. Lewis                  | 4:17 |